# Heiligenkreuz am Waasen
Heiligenkreuz am Waasen osztrák mezőváros Stájerország Leibnitzi járásában. 2017 januárjában 2767 lakosa volt.

## Elhelyezkedése

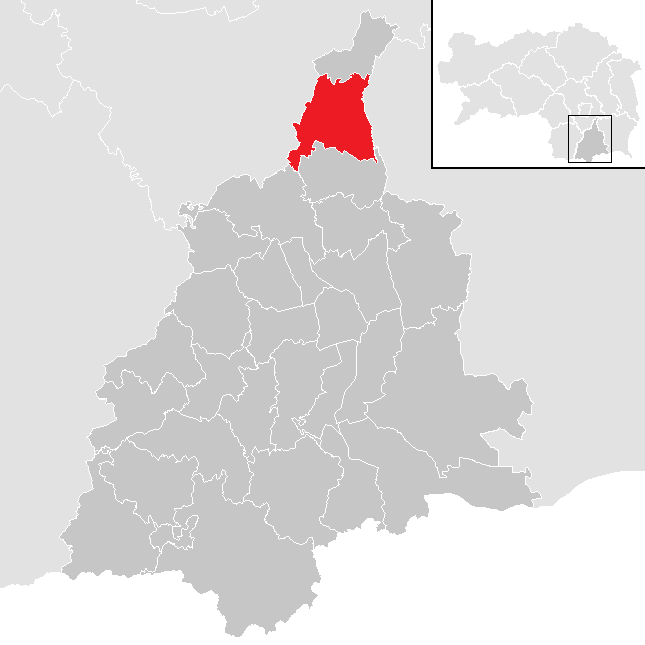
Heiligenkreuz am Waasen a Leibnitzi járásban

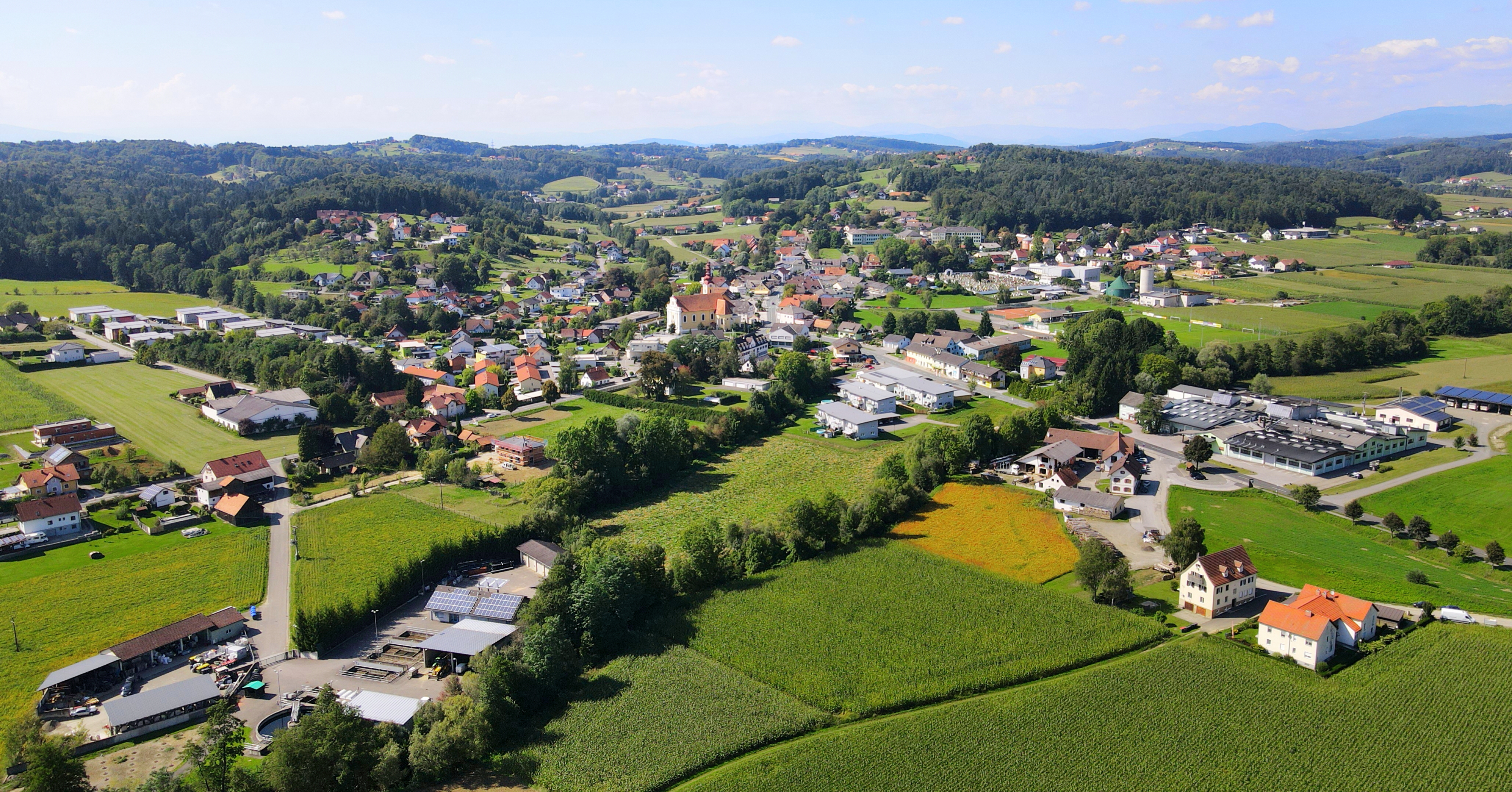
Heiligenkreuz am Waasen

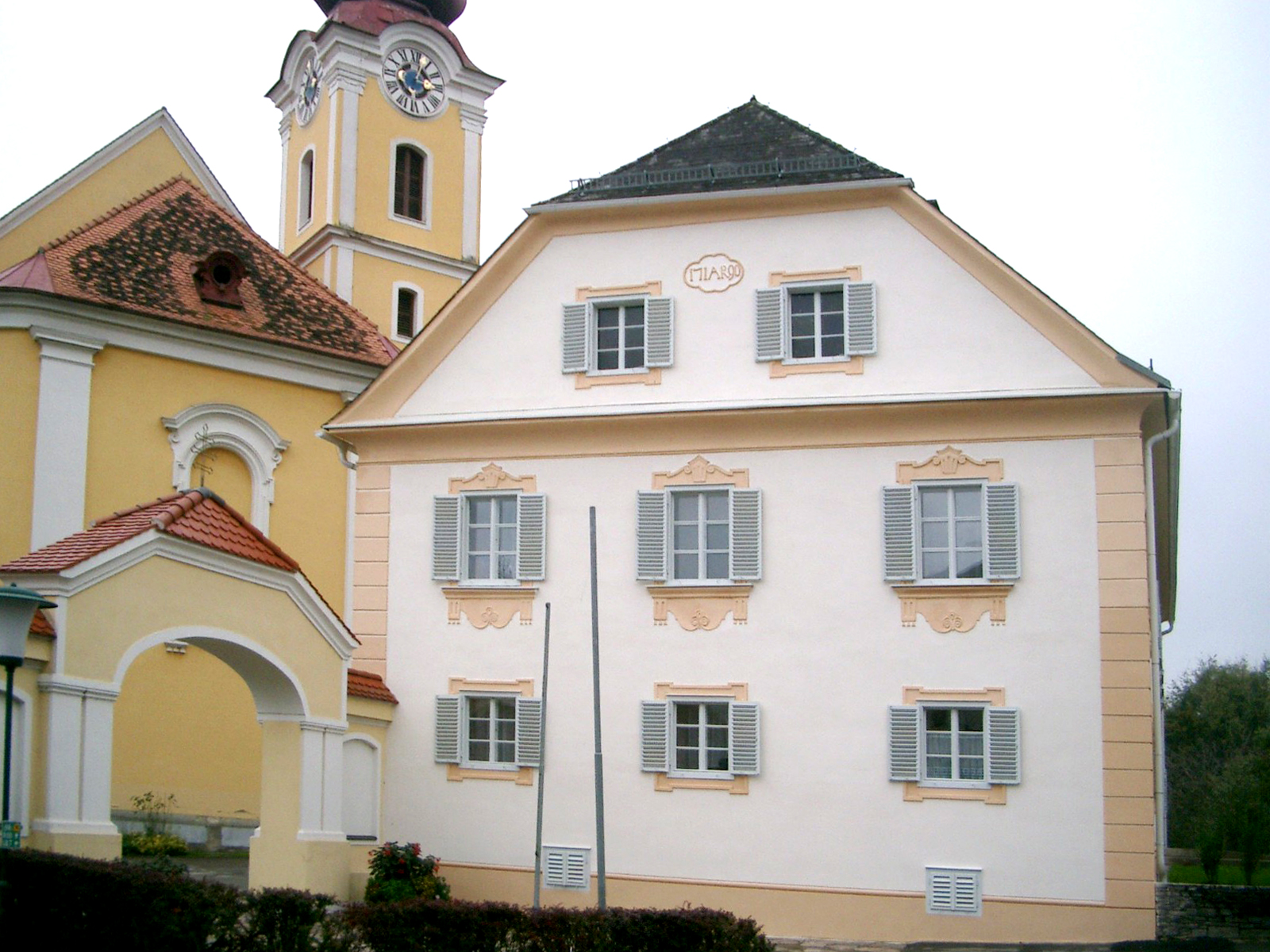
A Szentkereszt-plébániatemplom és a paplak

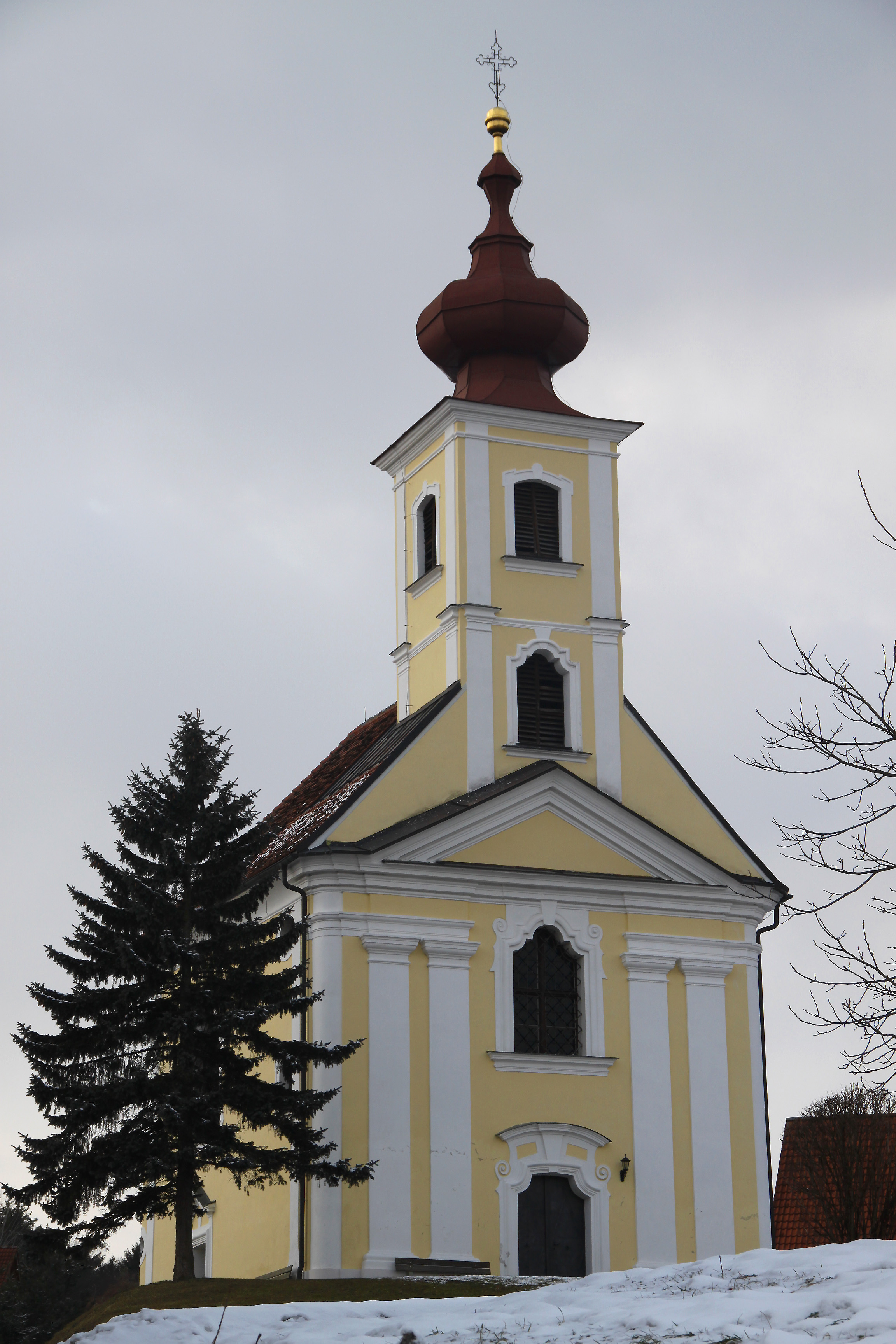
A kálváriatemplom

Heiligenkreuz am Waasen a tartomány déli részén fekszik a Nyugat-Stájerország régióban, mintegy 20 km-re délkeletre Graztól. Az önkormányzat 4 települést egyesít (valamennyit a saját katasztrális községében): Felgitsch (512 lakos), Heiligenkreuz am Waasen (1422), Sankt Ulrich am Waasen (781), Wutschdorf (4).
A környező települések: északra Empersdorf, keletre Pirching am Traubenberg, délre Allerheiligen bei Wildon és Wildon, nyugatra Fernitz-Mellach. 

## Története
A régió már az újkőkor végén-rézkor elején is lakott volt; erről tanúskodnak a St. Ulrich am Waasenhez tartozó Kögelbergen talált település maradványai. Különösen érdekes lelet az ún. "kögelbergi bálvány", egy kis, embert ábrázoló cserépszobrocska. Egy római kori településről árulkodnak az i.sz. 3-4. századból való kelta halomsírok. 
A legkorábban említett településrészek Kleinfelgitsch és Mirsdorf, amelyeket valamivel 1139 előtt adományoztak az admonti kolostornak. Maga Heiligenkreuz 1265-ben szerepel először a stájer hercegségi összeírásban és 1271-ben már saját egyházközséggel rendelkezett. A 18. század közepéig a Heiligenkreuz bei (vagy an der) Stiefen nevet viselte, hogy a többi hasonló nevű falutól megkülönböztessék; ezután változott meg mellékneve "am Waasen"re. 1300 körül a faluban a földművelők mellett egy takács, egy mészáros és egy kovács is dolgozott. Jelentőségét mutatja, hogy még a 14. század előtt törvényszéket állítottak fel Heiligenkreuzban. 
A községi önkormányzat az 1848-as forradalmat követően jött létre, az első választott polgármester Joseph Uhl volt.
1959-ben a község címert kapott, 1963-ban egyesítették Felgitsch-csel, 1984-ben pedig mezővárosi rangra emelték. A 2015-ös stájerországi közigazgatási reform során a szomszédos Sankt Ulrich am Waasen-t Heiligenkreuzhoz csatolták.  
2015 szilveszterén délután fél kettőkor tűz ütött ki a városi forgácségető üzemben, amely 5-600 lakos és néhány középület fűtését szolgáltatta. A tüzet kb. két óra alatt eloltották és másnap felállítottak egy olajüzemű fűtőállomást, amely a következő hetekben fűtötte az otthonokat. 

## Lakosság
A Heiligenkreuz am Waasen-i önkormányzat területén 2017 januárjában 2767 fő élt. 2015-ben a helybeliek 94%-a volt osztrák állampolgár; a külföldiek közül 1,5% a régi (2004 előtti), 3,1% az új EU-tagállamokból érkezett. 0,6% a volt Jugoszlávia (Szlovénia és Horvátország nélkül) vagy Törökország, 0,9% egyéb országok polgára. 2001-ben 93,6% római katolikusnak, 2% evangélikusnak, 0,4% muszlimnak, 2,9% pedig felekezet nélkülinek vallotta magát. Ugyanekkor egy magyar élt Heiligenkreuzban.

## Látnivalók
- a Szentkereszt-plébániatemplom legrégebbi része egy 1547-es feliratú boltív. 1684-ben barokk stílusban átépítették, de ebből mára semmi sem maradt, mert 1891-1894 között nagyszabású felújítási munkálatokon esett át a templom és neoreneszánsz külsőt kapott. Főoltára a 17. századból való és Mariborból hozták ide 1894-ben. A templom melletti háromszintes paplakot 1790-ben emelték.
- a Fájdalmas anya-kálváriatemplom 1756-ban épült a kálváriadombon Johann Georg Stengg tervei alapján.
- St. Ulrich temploma
- Felgitsch kápolnája
- a város környéki dombokon (484 m magasságig) számos jelzett turistaút vezet.

## Fordítás
- Ez a szócikk részben vagy egészben  a   Heiligenkreuz am Waasen című német Wikipédia-szócikk ezen változatának fordításán alapul.  Az eredeti cikk szerkesztőit annak laptörténete sorolja fel. Ez a jelzés csupán a megfogalmazás eredetét és a szerzői jogokat jelzi, nem szolgál a cikkben szereplő információk forrásmegjelöléseként.